# Megaselia sericata
Megaselia sericata är en tvåvingeart som beskrevs av Schmitz 1935. Megaselia sericata ingår i släktet Megaselia och familjen puckelflugor. Inga underarter finns listade i Catalogue of Life.